# Nezumia bairdii
Nezumia bairdii är en fiskart som först beskrevs av Goode och Bean, 1877.  Nezumia bairdii ingår i släktet Nezumia och familjen skolästfiskar. Inga underarter finns listade i Catalogue of Life.